# Mortroux
Mortroux település Franciaországban, Creuse megyében. Lakosainak száma 276 fő (2022. január 1.). Mortroux Lourdoueix-Saint-Pierre, La Forêt-du-Temple, Moutier-Malcard, Nouziers és Linard-Malval községekkel határos.

## Népesség
A település népességének változása:
| Lakosok száma | 484  | 384  | 331  | 308  | 297  | 291  | 285  | 277  | 273  | 276  |
|               | 1968 | 1982 | 1990 | 2006 | 2013 | 2015 | 2017 | 2019 | 2020 | 2022 |